# روهرنباخ
روهرنباخ (به آلمانی: Röhrenbach) یک منطقهٔ مسکونی در اتریش است که در ناحیه هورن واقع شده‌است. روهرنباخ ۵۸۲ نفر جمعیت دارد.